# Monerebia splendida
Monerebia splendida är en getingart. Monerebia splendida ingår i släktet Monerebia och familjen getingar. Utöver nominatformen finns också underarten M. s. maculicollis.